# スター・ウォーズの登場テクノロジー一覧
スター・ウォーズの登場テクノロジー一覧（スター・ウォーズのとうじょうテクノロジーいちらん）は、アメリカ映画『スター・ウォーズ』シリーズに登場するテクノロジーの一覧である。

## 武器

### 射撃武器

#### ブラスター
| －     | ブラスター                                         | ブラスターライフル       |
| ------ | -------------------------------------------------- | ------------------------ |
| 形式   | ブラステック社製DL-44 ヘヴィ・ブラスター・ピストル | E-11ブラスター・ライフル |
| 画像   |                                                    |                          |
| 製造元 | ブラステック社                                     | ブラステック社           |
| 価格   | 300～1,000クレジット                               | 1,000クレジット          |
| 全長   | ？                                                 | 49.2cm                   |
| 重量   | 1.3kg                                              | 4.5kg                    |
| 容量   | 25発                                               | 500発                    |
| 射程   | 120メートル以上                                    | 300メートル以上          |

- ブラスター（Blaster）

『スター・ウォーズ』シリーズ劇中に登場する最も一般的な武器。レーザー光線を発射して攻撃するレーザー兵器。様々な種類のブラスターが存在する。
ブラスターから発射されるレーザーは、標的を焼き焦がすほどの激しいダメージを与える。だが、磁気シールドや偏向シールドには防御されることもある。また、主にジェダイの騎士やシスの暗黒卿が用いる剣型武器ライトセーバーの光刃は破壊することができない。その上ジェダイらはフォースによる空間把握と未来予知能力とを駆使して、ライトセーバーでブラスターの弾道を偏向させて防御し、場合によっては射手へ光弾を弾き返して反撃してくる。
ジェダイの騎士やシスの暗黒卿は、基本的にライトセーバーとフォースを用いて戦うため、状況に応じて使用することはあるが、ブラスターを自身で携行するなど積極的に使う者は少ない。（そもそもジェダイ・オーダーはブラスターを認めていない。）
特にジェダイは、ブラスターを積極的に使うべきではない無粋な武器としており、オビ＝ワン・ケノービもブラスターを「野蛮な武器」と評していたが、ルーク・スカイウォーカーはジェダイ騎士団の正規の教育を受けていないこともあり、ブラスターを使う事に全く抵抗がなかった様でライトセーバーと共に携行していた。だが、クラウド・シティでのダース・ベイダーとの敗戦後、タトウィーンのオビ＝ワンの家に滞在してジェダイの修行に打ち込み、一人前の騎士として大きく成長を遂げた後は、戦況に応じて他者のブラスターを利用することはあっても、ルーク自身がブラスターを携行することはなくなった。
スピンオフ（外伝）作品『スター・ウォーズ 反乱者たち』に登場する元ジェダイのケイナン・ジャラスは、自身がジェダイの生き残りであることを隠すため、ライトセーバーが必要なほどの手練れが相手でない限りは基本的にブラスターを使用し、騎士団崩壊後にその弟子となったエズラ・ブリッジャーも、己の未熟さを補うために自身のライトセーバーにブラスター機能を搭載させている。
多くのブラスターには補助機能として「スタン・モード」が搭載されており、相手を殺傷せずに一時的に気絶、麻痺させることが可能。
- ブラスター・ライフル（Blaster Rifle）

標準的なブラスターでも、最も強力な威力を持つのがブラスター・ライフルである。これらは通常のブラスターより大型だが、殺傷力が極めて高く発射可能回数も多いため、多くの兵士や賞金稼ぎたちの間で幅広く人気があり、銀河全域の軍隊や警備隊で最も広く使用されている武器となっている。最も高性能なブラスター・ライフルは最大射程が300メートル以上あり、これは標準的なブラスター・ピストルの3倍の距離になっている。さらにDC-15Aのように、専用のスコープと三脚をセットすれば射程を最大10kmまで設定することも可能である。
このようなブラスター・ライフルではパワー・パックを使用して100発分のエネルギーを充填することができ、更にパワーの出力設定も細かく調整することができる。また、多くの機種は自動モードと半自動モードの切り替えも可能である。さらに激しい戦闘によるオーバーヒートを防止するために、冷却水が銃身内部の複雑な毛管状のシステムを循環しており、エネルギー系統から前方の銃口へと排熱させている。後述するE-11のように銃身を切り詰め、銃口の下に折り畳み式の銃床を取り付けたものも存在する。
劇中に登場する主なブラスター・ライフルにはクローン・トルーパーが使用した青い光弾を発射する「DC-15A ブラスター・ライフル」や、ストームトルーパーが使用した赤い光弾を発射する「E-11 ブラスター・ライフル」が存在する。DC-15AにはE-11同様銃身を切り詰め、折り畳み式ストックを付属した「DC-15S ブラスター」が存在する。

#### その他の射撃武器
- ボウキャスター（Bowcaster）

金属製の矢をビームエネルギーでコーティングした状態で撃ち出す、ウーキー族の射撃武装である。別名は「ウーキー・クロスボウ（Wookiee Crossbow）」。非常に高い威力を誇るが、射撃の際の反動も大きい。これを苦もなく使いこなせるのはウーキー族の強靭な肉体があればこそと言える。
なお、ある程度の腕力や戦闘経験がある者であれば、ウーキー族でなくても戦闘で使用すること自体は可能で、「エピソード7」に当たる『フォースの覚醒』ではハン・ソロが、「エピソード9」に当たる『スカイウォーカーの夜明け』ではレイが使用した。
この他、『エピソード3』では派生型としてウーキー族の使用する航空機の後部に据え付けられた「機銃型」が登場し、キャッシークの戦いにおいてウーキー族が後部機銃として使用している。
- カミーノ・セイバーダート（Kamino Saberdart）

劇中『エピソード2』においてジャンゴ・フェットが暗殺者ザム・ウェセルを口封じのために始末する際に使用した毒矢。猛毒を内包しており、着弾した相手はドロイドでもない限りものの数秒で死に到る。形状は矢のような小さなダートに3枚の羽状の刃が付いている。毒矢はジャンゴが装備するマンダロア装甲服の手甲部分から高速で射出される。
オビ＝ワン・ケノービはジェダイ聖堂に持ち帰り、ドロイドによる解析を行なうが、該当データは存在せず、個人による手製の武器ではないかとの答えしか得ることができなかった。そこでオビ・ワンはかつて助けた事のある親友のデクスター・ジェッスターの下を訪ね、この毒矢が惑星カミーノで作られた特別な武器であるという結論を得た。
- ボー＝ライフル（Bo-rifle）

主にスピンオフ作品『スター・ウォーズ 反乱者たち』などに登場する、惑星ラザンのラサット族の戦士が使用する棒型の武器。遠距離戦・近距離戦と戦況に応じて形状と機能を変えて使い分けることができる。
射撃武器として用いる際には二つ折りにしたような状態で、その名の通りブラスター・ライフルと同じ要領で使用する。接近戦では銃身を伸ばし、両先端部から電撃を発する棒型の接近戦用武器として、打撃と同時に触れた相手を感電させてダメージを与える。その際の機能と形状は『エピソード3』などで、グリーヴァス将軍やマグナガードが使用する武器「エレクトロ・スタッフ」に近い。
- スタン・ガン（Stun Gun）

相手を殺傷するのではなく、気絶・麻痺させるための銃。相手を戦闘不能にするには十分の機能を持ち、特にドロイドに対しては電子機器に影響を与えるため効果が大きい。

### 近接戦用武器

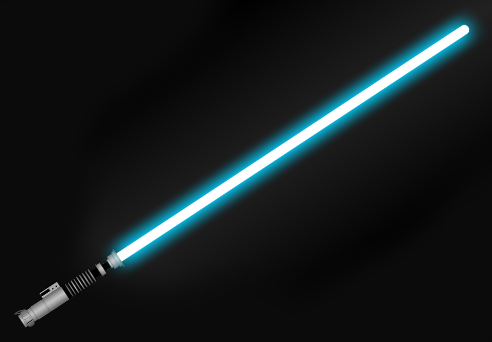
ライトセーバー

- ライトセーバー（Lightsaber）

主にジェダイの騎士やシスの暗黒卿が使用する光刃を形成する剣型の武器。
- ガダッフィ（Gaderffii）

「ガダフィ」「ガッフィ」とも表記される。惑星タトゥイーンの先住民タスケン・レイダー（サンド・ピープル）が使う杖型の武器で先端には両刃の斧を備える。また、相手を確実に殺すため、先端には毒を塗ってある。
全長は約1mほどで、タスケン・レイダーが個人それぞれの自作によって宇宙船の外壁などの強固な部品を用いて作られる。このためまったく同じ物は2つとしてない。その硬度は高く『エピソード4』ではルーク・スカイウォーカーの持っていたブラスター・ライフルを一撃でへし折った。
- フォース・パイク（Force Pike）

銀河皇帝ダース・シディアスを警護するロイヤル・ガードなどが主に使用する、震動刃を備えた槍。攻撃対象に強力な電流を流し込み、軽く触れただけでも相手を麻痺させることができる。帝国軍では暴動鎮圧等で広く使われた。
その名に反して、ジェダイなどが用いるフォースとは無関係。
- バイブロ・アックス（Vibro-ax）

震動刃を備えた斧。ジャバ・ザ・ハット配下のマフィア構成員などが使用する。
他ではスピンオフ作品『スター・ウォーズ/クローン・ウォーズ』テレビシリーズに登場する、ダース・モールの弟サヴァージ・オプレスが使うバイブロ・アックスは、セーバー・ダートの発射機構を備えていた。
- エレクトロ・スタッフ（Electro Staff）

両端部分から強力な電撃を発生する棒状の武器。グリーヴァス将軍やその護衛のマグナガードなどが使用する。棍棒としての打撃と同時に標的へ電流を流し込む。電撃を発した状態の両端部はライトセーバーの光刃を受け止めることが可能。
- エレクトロ・ソード（Electro Sword）

刀身から電撃を発生する剣型武器。スピンオフ作品『スター・ウォーズ/クローン・ウォーズ』テレビシリーズで、惑星クォーザイトのレジスタンス組織「ケイジ・ウォーリアー」の戦士たちが使用する。斬撃と共に対象に電流を流し込み攻撃する。ライトセーバーの光刃と斬り結ぶことも可能。
- Z-6 ライオット・コントロール・バトン（Z-6 Riot Control Baton）

『エピソード7』に当たる『フォースの覚醒』にて、惑星タコダナでライトセーバーを持つフィンと闘ったファースト・オーダーのストームトルーパー「FN-2199」が使用した近接戦用武器。
いわゆるトンファー型の武器で用途も同様。先端部を展開させると電撃が発生し、打撃と共に相手に電撃を流し込んで攻撃する。電撃を発した状態の先端部はライトセーバーの光刃を受けることが可能。
- クォータースタッフ（Quarter Staff）

『エピソード7』に当たる『フォースの覚醒』にて、主人公レイが使用する長尺の棒型武器。
廃品をサルベージしたもので、自衛用の武器として使用していた。古い物だが、頑丈な武器。

### 爆弾

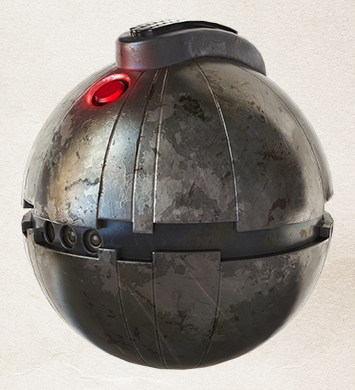
サーマル・デトネーター

- サーマル・デトネーター（Thermal Detonator）

劇中に登場する架空の兵器。手榴弾の程度の大きさの小型爆弾で、瞬間的に莫大な熱線を放出して周囲を破壊する。放射線や破片、爆風等ではなく、熱そのもので破壊する点が特徴。多くの星系では、所持自体が死刑に相当するほど危険な兵器だが、暗黒街では大変需要が高く、2000クレジット以上で取引されることもある。その威力によって様々なクラスがあり、Aクラス級のものなら、半径20m以内のものを跡形も無く破壊する。犯罪者の中には、このAクラスの10倍もの威力を持つタイプを密造している者もいる。また、ストームトルーパーもこれを常時携行しており、このタイプの最大破壊範囲は半径5mである。
- プロトン魚雷（proton torpedo）

## 防具
- マンダロリアン・アーマー

高い戦闘力で知られる戦闘部族「マンダロリアン」が使用する、全身に様々な武器を備えた装甲服。“銀河一の賞金稼ぎ”として親子で名を馳せたジャンゴ・フェットとボバ・フェットが二代に渡って愛用したことで有名。スピンオフ作品『スター・ウォーズ 反乱者たち』では、帝国への反乱活動を行うマンダロリアンの戦士サビーヌ・レンが独自のカラーリングで塗り上げた装甲服を使用している他、テレビドラマ『マンダロリアン』では常にこの装甲服とヘルメットで他者から姿を隠す事を掟として掲げるマンダロリアンの一派が登場し、この派閥のメンバーの一人がドラマの主人公となっている。
装甲服にどのような武装を備えるかは、使用者ごとに自身の戦闘法に合わせて改造しているため、それぞれ異なる。フェット親子の物には、リスト・ロケット、リスト・レーザー、セーバーダート・ランチャー、ミサイル付きジェットパック、火炎放射器、捕縛用ワイヤー、振動刃などが備わっていた。
- ダース・ベイダーのボディ・スーツ

シスの暗黒卿ダース・ベイダーがオビ＝ワン・ケノービとの決闘で敗れた際に大火傷を負い、瀕死の状態となった時にサイボーグ化手術によって取り付けられた仮面付きのスーツ。最も主たる機能は損傷した呼吸器の補助であり、専用の装置が整った休息ルーム以外で、長時間マスクを外すと命に関わりかねない。
正史（カノン）のスピンオフ小説では、このスーツにベイダー専用の宇宙戦闘機やシャトルを遠隔操作する機能が内蔵されている事が明かされている。

## ドロイド
ドロイド（Droid）とは、人間と同程度か、それ以上の知性（特に専門分野では）を持つロボット全般を指している。その存在の位置付けは人間の補佐や代用品で、場合によっては「知能を持つ道具」としても使われるが、個性や自律性を持っており、俸給を得て働くなど市民権を持つドロイドも存在する。
基本的に与えられたプログラムに従って行動する訳だが、長い稼動時間の中で（本来の運用状況では無いにせよ）経験や知識を積むことにより、個性を持ち自己主張し、更には嘘をついたり怒ったり喜んだりといった、極めて「人間的な」行動を見せるものも少なくない。『スター・ウォーズ』作中では、ドロイド達が様々な性格を持つのはこのためである。
数世紀に及ぶ長い耐用年数を持ち、様々な所有者の元を転々とするドロイドも多く、その過程で（中には違法な）改造や機能拡張を受けている場合もあり、往々にして高齢のドロイドほど経験豊かで熟練しており、また人間からの信頼も厚い。特に反乱同盟軍で働くドロイドの中には、ボランティア活動として自発的に参加しているものもいる。
主な分類は、機械の修理作業などを行う「アストロメク・ドロイド」や、銀河中の言語や礼儀作法に精通した「プロトコル・ドロイド」、そして戦闘用の「バトル・ドロイド」であり、この他にも様々な専門分野に特化したドロイドが存在する。

### アストロメク・ドロイド

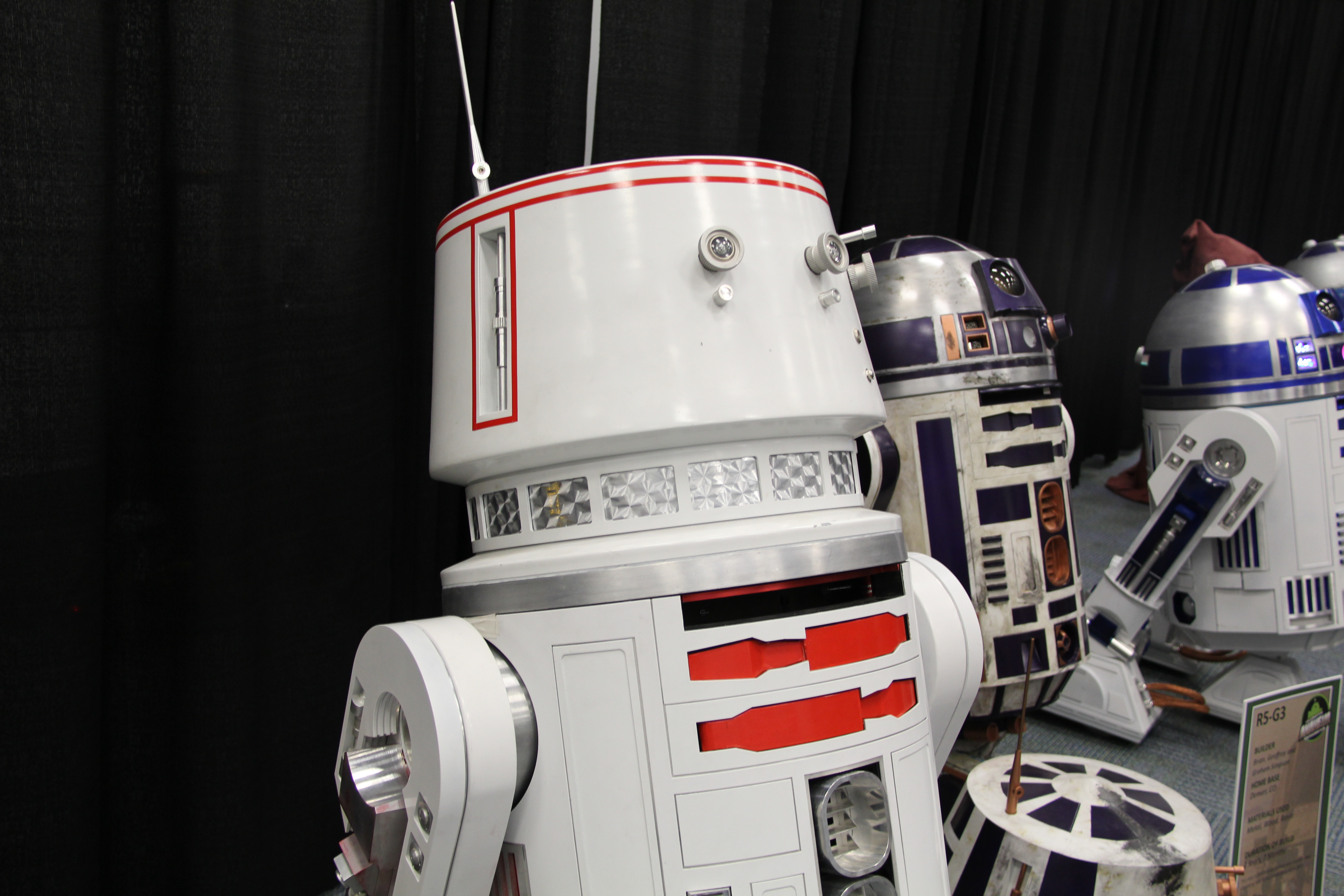
R5ユニットとR2ユニット

アストロメク・ドロイド（Astromech droid）は、スターシップなどの修理・整備を行うドロイドの総称。
- C1シリーズ

最も初期のアストロメク・ドロイド。『ローグワン』や『反乱者たち』などに登場。
- R2ユニット

インダストリアル・オートマトン社製のアストロメク・ドロイドの機種。シリーズのメインキャラの一人であるR2-D2はこの機種の個体である。
- R3ユニット

インダストリアル・オートマトン社製のアストロメク・ドロイドの機種。頭部が透明なのが特徴。
- R4ユニット

インダストリアル・オートマトン社製のアストロメク・ドロイドの機種。頭部が円錐形なのが特徴。
- R5ユニット

インダストリアル・オートマトン社製のアストロメク・ドロイドの機種。頭部がR4より短い円錐台形なのが特徴。『新たなる希望』に登場したR5-D4（ルークの叔父オーウェンが買おうとしたが故障した赤いドロイド）はこの個体である。R5シリーズは、社の歴史上決定的な失敗作とされている（扶桑社『スター・ウォーズ完全基礎講座 エピソード1篇』58頁）。
- BBユニット

銀河内戦後に開発された球体の新型アストロメク・ドロイド。続三部作シリーズのメインキャラの一人BB-8はこの機種の個体である。

### プロトコル・ドロイド
プロトコル・ドロイド（Protocol droid）は、銀河中の様々な種族の言語や儀礼に通じたドロイド。
- 3POユニット

サイボット・ギャラクティカ社製のプロトコル・ドロイドの機種。シリーズのメインキャラの一人C-3POは、アナキン・スカイウォーカーが廃棄された3POユニットのパーツをかき集めて組み立てた物である。
- RA-7プロトコル・ドロイド

アラキッド・インダストリーズ社製のプロトコル・ドロイドの機種。昆虫のような頭部が特徴。EP4『新たなる希望』のデス・スター内に登場したため、デス・スター・ドロイド（Death Star droid）とも呼ばれている。
- RQユニット

ロザル・ロジスティクス社製のプロトコル・ドロイドの機種。『反乱者たち』にランド・カルリジアン所有の「W1-LE」（ウィリー）という個体が登場する。
- LOMシリーズ（LOM-series）

インダストリアル・オートマトン社製のプロトコル・ドロイドの機種。RA-7以上に昆虫に近い外観をしている。EP5『帝国の逆襲』に登場した賞金稼ぎ4-LOMはこの機種の個体である。

### バトル・ドロイド

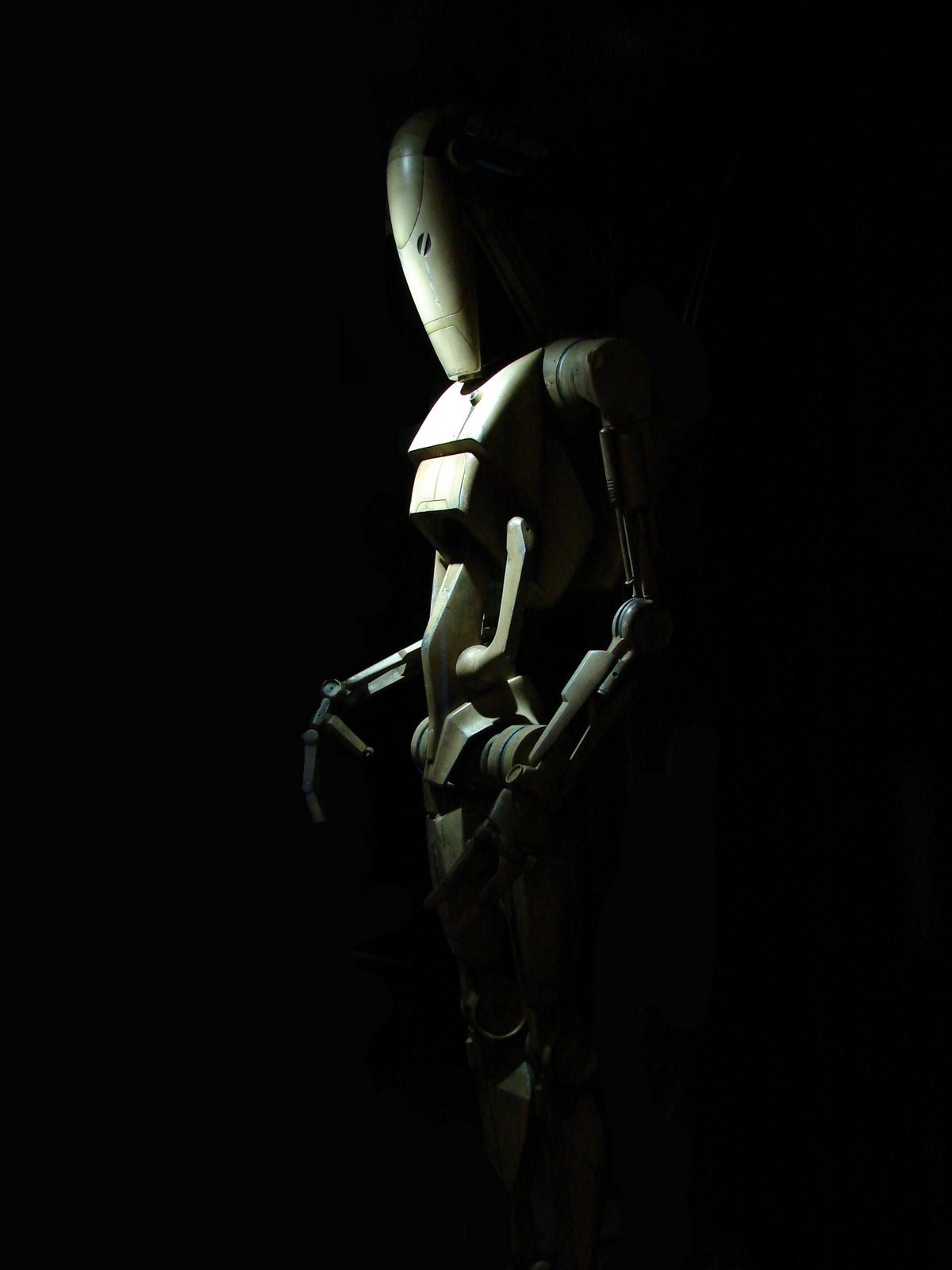
B1バトルドロイド

戦闘用ドロイドの総称。劇中では通商連合や独立星系連合(分離主義勢力)が戦力として用いた。
- B1バトル・ドロイド

バクトイド・コンバット・オートマタ社製のバトル・ドロイド。バトル・ドロイドとしては最も一般的な物である。
- デストロイヤー・ドロイド（ドロイディカ）（Destroyer Droid）

通商連合が保有していた戦闘用のドロイド。設計したのは、コリコイド社で、高い技術力を持った、肉食性の昆虫型エイリアン種族コリコイドによる企業である。デストロイヤー・ドロイドの設計に対する対価として、通商連合は貨物船50隻分もの貴重な肉をコリコイドに提供している。ヒューマノイド型の構造を持つバトル・ドロイドとは異なり、目標を完全に破壊することに重点を置いたドロイドである。丸まった車輪型の形状で回転しながら移動し、目標に到達すると変形・展開する。戦闘時には、バトル・ドロイドとは比較にならない程強力な威力を持つツイン・ブラスターを発射し、敵を攻撃する。また、超小型の偏向シールドを内蔵しており、戦闘時にはこれで自分を球形に包囲し、身を守ることが可能である。シールドを張った状態でも射撃が可能なのは、ブラスターの銃口をシールドの外に出し、発射してからすぐに引っ込めるという動作を繰り返している（射撃の度に両腕を激しく前後させている）からである。完成度の高い強力な機体であり、劇中では何度もジェダイや侵入者の撃退や捕縛に成功している（一部のスピンオフ作品を除き、ジェダイに撃破される場面はない）。
新三部作全てに登場し、一見全て同じに見えるが登場エピソードごとに機種が異なっており、『エピソード1』はPシリーズ、『エピソード2』はWシリーズ、『エピソード3』はQシリーズと呼ばれている。この3種の内、最新型が『エピソード3』に登場するQシリーズであり、逆に最も旧式なのが『エピソード2』のWシリーズである。ジオノーシスの戦いにおいてWシリーズ・ドロイディカがシールドを使用しなかったのは、ブラスターを使用する際のエネルギー消費が激しい為であり、この欠点を克服した発展型がPシリーズとQシリーズである。
1体の製作にバトル・ドロイド200体分の費用が掛かる。デストロイヤー・ドロイドを運用する通商連合は、バトル・ドロイドと同様に、ひとつのコンピュータによって中央制御している。だが、設計したコリコイド社は指令船での制御を嫌っているため、自立機能が搭載されたものもある。惑星ナブーの宇宙船格納庫で、アナキン・スカイウォーカーが搭乗したナブー・スターファイターに撃破された3体のドロイディカの内、後ずさりしたものが自立機能を搭載したものである（『スター・ウォーズ完全基礎講座［エピソード1］篇』扶桑社、pp.83-84）。
いくつかの名称が存在するが、これは初登場となった『エピソード1』製作時に設定が二転三転したためである。デザインの段階ではホイール・ドロイド（wheel droid）と呼ばれていたが、製作が本格的に始まるとデストロイヤー・ドロイド（destroyer droid）と設定。しかし後にドロイディカ（droideka）に改変された。
- バズ・ドロイド（Buzz Droid）

『スター・ウォーズ エピソード3/シスの復讐』に登場。分離主義者の対スターファイター用の新兵器。バズ・ドロイド・ミサイルによって標的に射出されたバズ・ドロイドは、敵スターファイターの表面に取り付くと切断アームを広げ、構成部分を一つ一つ取り除き破壊していく。この攻撃から逃れることは極めて難しい。ただし小型であるが故に、耐久力はあまりにも低く、劇中ではR2-D2が発した電撃で中央部の目を破壊されただけで機能を停止する。
バズ・ドロイド＝ミサイル（Buzz Droid=Missile）
分離主義者の艦船から発射されるミサイル。ミサイルで直接攻撃するのではなく、内包するバズ・ドロイドを射出して敵に損傷を与える。
- ヘイルファイヤードロイド

『スター・ウォーズ エピソード2/クローンの攻撃』に登場。対ウォーカー用の新兵器。両脇には車輪が付いており、それで走行する。上には対ウォーカ－用の強力なミサイルが装備されていて、このミサイルは軌道が曲がって飛来するため、かわすのは困難である。

### 探査ドロイド
探査ドロイド（Probe droid）は、偵察を目的とするドロイドの総称。小型の物はシーカー（Seeker）とも呼ばれる。

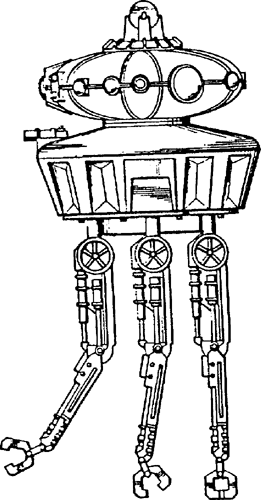
ヴァイパー・プローブ・ドロイド

- ヴァイパー・プローブ・ドロイド（Viper probe droid）

『帝国の逆襲』に登場した帝国軍の探査ドロイド。アラキッド・インダストリーズ社製。ブラスターと自爆装置を内蔵していた。
- DRK-1 ダーク・アイ・プローブ・ドロイド（DRK-1 Dark Eye probe droid）

『ファントム・メナス』でダース・モールが使用していたシーカー。

### 歩哨ドロイド
歩哨ドロイド（Sentry droid）は、見張り用のドロイドの総称。
- 帝国歩哨ドロイド（Imperial sentry droid）

『反乱者たち』に登場した帝国軍の歩哨ドロイド。
- 歩哨ドロイド（Sentry droid）

ファーストオーダーで使用している歩哨ドロイド。白い箱型。
- IMG-099帝国マークIV警備ドロイド （IMG-099 Imperial Mark IV patrol droid）

EP4『新たなる希望』に登場した帝国軍の歩哨ドロイド。小さな飛翔体。

### 尋問ドロイド
尋問ドロイド（Interrogator droid）は、拷問によって対象から情報を聞き出すことを目的とするドロイドの総称。
- IT-0尋問ドロイド（IT-O Interrogation Unit）

帝国軍が開発した尋問ドロイドの機種。飛行する黒い球体のような外見で注射針などが見える。EP4『新たなる希望』でダース・ベイダーがレイア姫を拷問にかける際に登場した。
- IT-000

ファースト・オーダーがIT-0を進化させて開発した尋問ドロイドの機種。EP7『フォースの覚醒』の作中でカイロ・レンがポー・ダメロンを尋問する際に登場した。

### セキュリティ・ドロイド
セキュリティ・ドロイド（Security droid）は、警備用のドロイドの総称。
- KXシリーズ（KX-series）

アラキッド・インダストリーズ社製のセキュリティ・ドロイドの機種。エンフォーサー・ドロイドとも呼ばれる。『ローグワン』のメインキャラの一人K-2SO（K-2）はこの機種の個体である。

### 暗殺ドロイド
暗殺ドロイド（Assassin droid）は、暗殺を目的とするドロイドの総称。
- IGシリーズ（IG-series）

ホロワン・メカニカルズ社が開発した暗殺・ボディーガード用のドロイドの機種。EP5『帝国の逆襲』に登場する賞金稼ぎのIG-88はこの機種の個体である。
IG-100 マグナガード（IG-100 MagnaGuard）
IGシリーズのプロトタイプであり、グリーヴァス将軍のボディーガード。自立および戦闘プログラムがインプットされたドロイドであるため、完全に独立して活動する事が可能であり、頭を落とされようとも動ける限り戦い続ける。主にエレクトロ・スタッフを装備し、これを使用しての攻撃・防御を得意とする。グリーヴァス将軍は戦いによって生じた傷跡が敵に恐怖を与えると考えているためほとんどのマグナガードは薄汚れたケープをはおり、塗装もところどころ禿げている。
『エピソード3』では冒頭でオビ＝ワン・ケノービとアナキン・スカイウォーカーにライトセーバーで切り倒され、ウータパウの戦いではオビ=ワンにフォースをつかって一網打尽にされる。
『エピソード3』に先駆けて登場したゲーム『スター・ウォーズ リパブリック・コマンド』では映画より遥かに強力なキャラクターとして登場する。実力としては並みのジェダイを屠ることができ、『エピソード3』の小説版ではライトセイバーの傷を負ったマグナガードが登場している。映画ではフルCGで表現されているが、撮影時は青いボディスーツを着たスタントマンが役者と殺陣を演じている。

### 医療ドロイド
医療ドロイド（Medical droid）は、生物の医療を目的とするドロイドの総称。
- 2-1B外科医ドロイド（2-1B surgical droid）

EP5『帝国の逆襲』で初登場した医療ドロイドの機種。医療ドロイドとしては最もメジャーな機種である。EP5『帝国の逆襲』においてルーク・スカイウォーカーがワンパに襲われた時やダース・ベイダーに右手を切り落とされた時に治療に当たったのは「2-1B」という機種名と同じ名前の個体である。
他の医療ドロイドとしては、EP5『帝国の逆襲』に、「2-1B」のサポートとして円筒形の「FX-7」という手術アシスタントドロイドが登場している。
EP3『シスの復讐』では、円筒形の「FX-6」という手術アシスタントドロイドと、ユブリキアン社製の「DD-13」という手術ドロイドが、アナキン・スカイウォーカーのダース・ベイダーへの改造手術の際に登場している。「DD-13」は、「ギャラクティック・チョッパー」とも呼ばれている。また、パドメ・アミダラの出産の際には、医療ドロイド「GH-7」と助産婦ドロイドが登場している。

### 修理ドロイド
修理ドロイド（repair droid）は、修理やメンテナンスを行うドロイドの総称。
- MSE6シリーズ・修理ドロイド （MSE-6 series repair droid）

リバクサン・コルムニ社製の小さな黒い箱に車輪がついたような修理ドロイド。「マウス・ドロイド（mouse droid）」と呼ばれる。床掃除やメッセージの伝達、案内など幅広くこなす。初登場のEP4ではデス・スター内を走り回っていた。チューバッカに吠えられて逃亡するシーンがあった。
- DUMシリーズ・ピット・ドロイド (DUM-series pit droid)

サーヴ＝オー＝ドロイド社製の修理ドロイド。網代笠のような頭にカメラのレンズのような一つ目が特徴的。初登場のEP1では、ポッドレーサーの修理やメンテナンスにあたっていた。

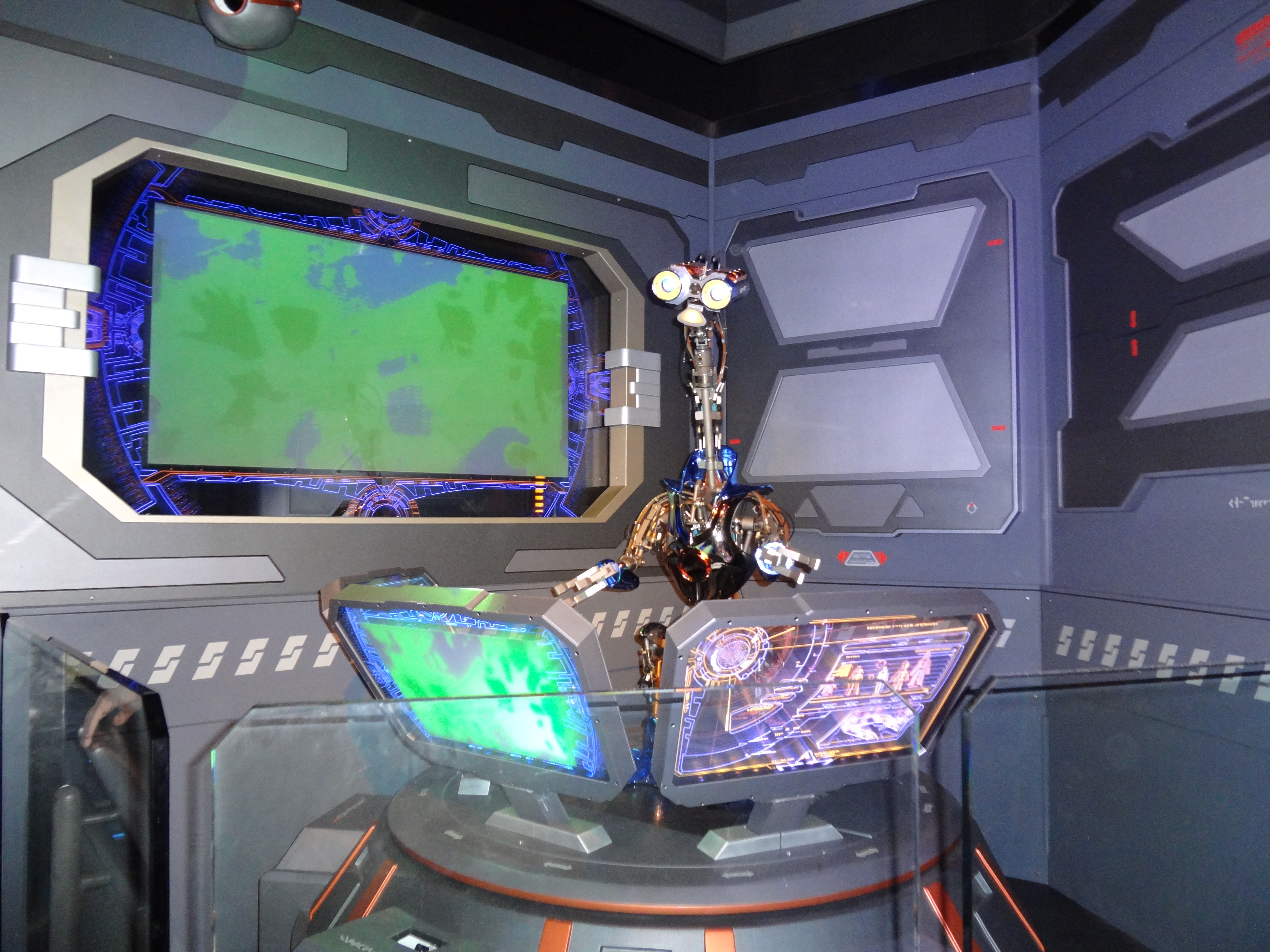
アナハイム・ディズニーランドのスター・ツアーズ:ザ・アドベンチャーズ・コンティニューの待機列のG2-T9

- G2修理ドロイド (G2 repair droid)

双眼鏡のような目とおしゃべりが特徴の修理ドロイド。スター・ツアーズ:ザ・アドベンチャーズ・コンティニューの待機列のアニマトロニクスのG2-T9が有名だが、彼の存在は正史（カノン）ではない。正史ではG2ドロイドは『"High Noon on Jakku" Tales from a Galaxy Far, Far Away: Aliens: Volume I』で初めて登場した。

### 労働ドロイド
労働ドロイド（labor droid）は、作業労働を行うドロイドの総称。
- ASP汎用ドロイド (ASP general purpose droid)

1997年のEP4『新たなる希望』の特別編に追加されたシーンに登場。モス・アイズリー宇宙港で積み荷の運搬をしてたところ邪魔なIMG-099帝国マークIV警備ドロイドを殴っていた。
- PKシリーズ・ワーカー・ドロイド (PK-series worker droid)

EP1『ファントム・メナス』で初登場したサイボット・ギャラクティカ社製の作業用ドロイド。通商連合の宇宙船内に大量に搭載されており、簡単な作業を行うようにプログラムされている。クローム塗装されたドロイドは背が低くコンパクトにできており、PKドロイドの頭部は伸縮可能で、原始的なセンサーも内蔵されている。効率の良い内蔵バッテリーによって長時間の連続稼動も可能で、放射線や極端な温度環境への耐性も持ち合わせている。ドロイド製造業界の大手であるサイボット・ギャラクティカは何世紀にもわたってPKユニットの製造を続けており、これらは既に銀河系で最も一般的なドロイドとなっている。
- RICシリーズ汎用労働ドロイド（RIC-series general labor droid）

人力車の車夫として製造されたレーバー・ドロイド。下半身は車輪になっている。EP2の作中でアナキンとパドメがワトーの店に向かう際にRICシリーズが押す人力車に乗った。

### パワー・ドロイド

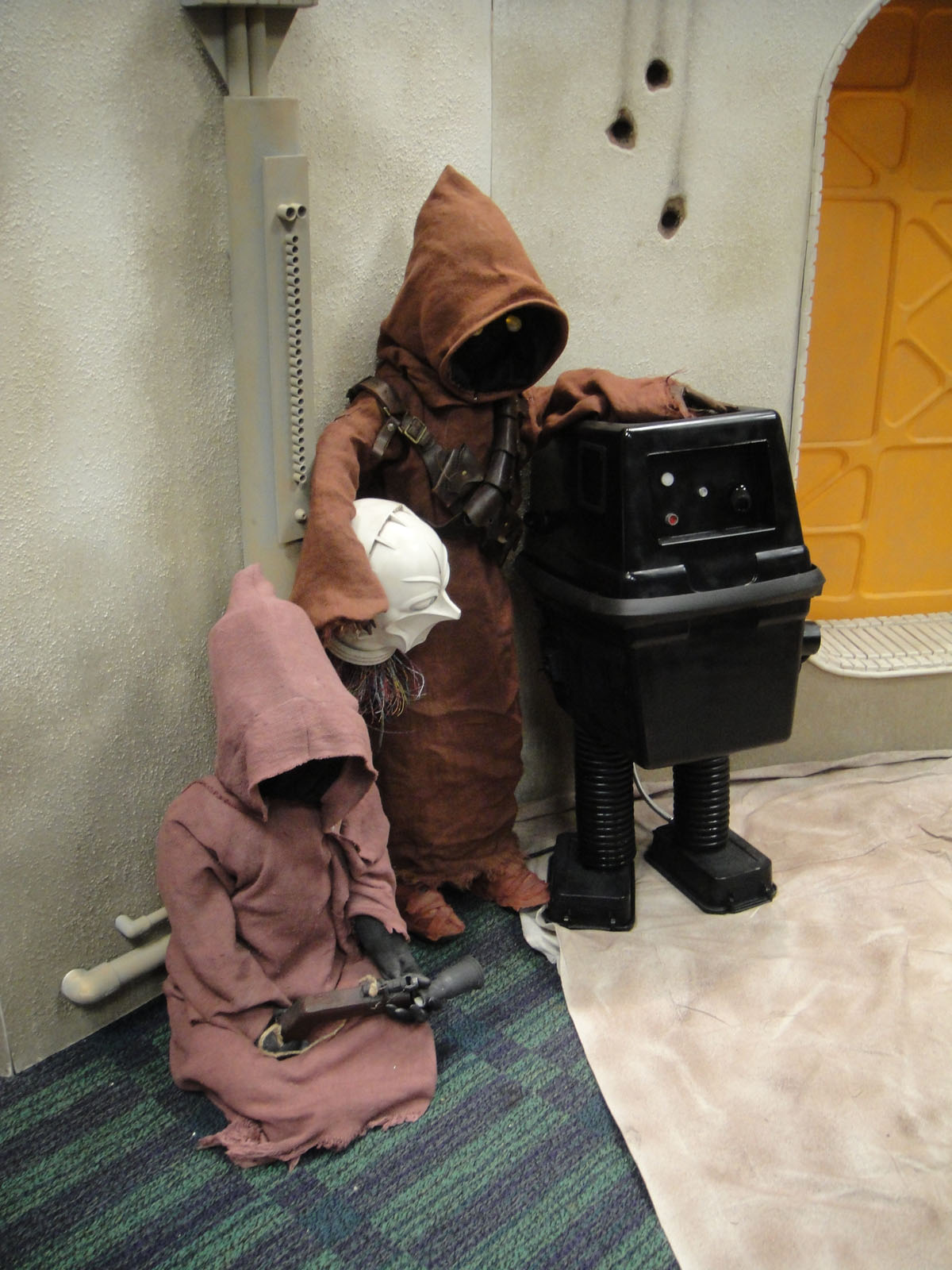
ジャワとパワー・ドロイド

パワー・ドロイド（Power droid）は、充電を行うドロイドの総称。足の生えたバッテリーのような姿をしている。EP4『新たなる希望』のジャワのサンド・クローラー内で最初に登場した。
ゴンク・ドロイド（Gonk droid）と呼ばれるインダストリアル・オートマトン社製のGNKシリーズ（GNK-series）やヴェリル・ライン・システムズ社製のEGシリーズ（EG-series）などがある。EP7『フォースの覚醒』にはEGL-21という縦に細長いパワー・ドロイドが登場している。

### 監督ドロイド
監督ドロイド（Supervisor droid）は、労働の監督を目的としたドロイドの総称。
- EVシリーズ（EV-series）

メレンデータ社製の監督ドロイドの機種。EP6『ジェダイの帰還』にはこの機種の個体で、ジャバの宮殿のドロイド・プールを取り仕切っている「EV-9D9」が登場し、C-3POとR2-D2の持ち場を割り当てた。

### 製錬ドロイド
製錬ドロイド（Smelter droid）は、鉱石採掘所での労働を目的としたドロイドの総称。
- 8Dシリーズ製錬ドロイド

ヴァーパイン・ローシュ・ハイヴ社製の製錬ドロイドの機種。EP6『ジェダイの帰還』には、この機種の個体「8D8」がパワードロイドを拷問しているシーンがある。

## 装置
帝国軍コード・シリンダー（Imperial Code Cylinder）
作中の銀河帝国軍で使用される保安用の個人認証システムである。銀色の短い金属棒のような外観をしており、ばね式のピンで胸ポケットに固定可能な構造となっている。内部には所有者の階級や個人情報などが記録されており、セキュリティ区画のチェックポイントで専用のチェッカーに挿入することにより認証を行う。生体認証と組み合わせて使用される場合もある。
映画本編では本来の認証目的には明確に使用されることはなく、所有する本数で将校の地位を示す小道具として使われた。
シールド発生装置(Shield　Generator)
作中ですべてのシリーズ、全武装勢力で使われる。武器の威力が単純に装甲を追加しただけでは防げないほど強いので使用される。サイズは個人用シールドやドロイドなどに搭載される小型なものから、デス・スターを包み込むほどの大型なものまである。搭載する物も幅広い。この装置は名前の通りシールドを発生させる。シールドを発生させることで一部例外的なものもあるが基本的にはレーザー攻撃、物理攻撃を防ぐことが出来る。
シールドの防御力は装置の性能と出力にほぼ比例すると言っていい。
さらに、シールド出力によっては戦闘機などの侵入を阻む(正確にはシールドにぶつかった機体等を破壊)することも可能である。
ただし、使用される目的が防御以外の時もある。エピソード3でオビ＝ワン・ケノービ、アナキン・スカイウォーカー、パルパティーン議長をシールドを使って捕縛したのがその例である。
なお一口にシールドと言っても下記のように様々な種類がある。
偏向シールド
磁気シールド
電磁シールド
粒子シールド

## 船艇搭載装置
- クローキング装置

特定の物体を不可視にする架空の技術。2種類存在する。一つはスタイジアムという天然のクリスタルを用いるもので、ダース・モールの乗る宇宙船、シス・インフィルトレーターなどに搭載されていた。しかし、このスタイジアムはクローキング装置の起動中に焼失してしまうことが多く、さらに惑星エイテンIIでしか産出されない希少で高価な物質であるため、クローン大戦の頃にはほとんど見られないものとなった。クローキング装置において一番の問題点は、相手から見えなくなるだけでなく、自分からも外の情報を得られなくなるという点である。これらのことより、『スター・ウォーズ』においてクローキング装置とは、非常に希少なテクノロジーとなっている（実際、映画ではクローキング装置は 話題には挙がるが、一度も登場していない）。
スタイジアムの再補充が困難となると、シーヴ・パルパティーン最高議長は新たなクローキング装置の開発を要請し、アニメ『スター・ウォーズ/クローン・ウォーズ』では試作型のステルス・シップがクリストフシスの戦いで投入された。銀河帝国の時代にはハイブリディウムという物質を用いる方法が確立されている。しかし、これによる装置は巨大で、大量のエネルギーを必要とするものであり、かつハイパースペース航行中では不安定となるものであった（同じくSF作品の『スタートレック』シリーズにも類似の遮蔽装置が登場する）。
- ハイパードライブ

「ハイパースペース」へジャンプする時のみに使う専用の推進装置。何光年、何千光年離れた目的地に短時間で移動するのに使われる。基本的には移動手段に使われるが、ごく希に戦略的に奇襲したりするのに短距離で使われる。エピソード8「最後のジェダイ」ではハイパースペースに突入する際の爆発的な超加速を利用してスノークの旗艦を破壊するためにクルーザーにホルドー提督が一人で乗り、特攻という形で船を武器にした。旗艦は真っ二つに割れ、破片や衝撃波で周りを護衛していたデストロイヤーもほぼ壊滅状態にするという凄まじい破壊力を見せた。なお、ハイパースペースにジャンプするまでの間は船はリアルスペースに「物体」として存在するがジャンプすると姿そのものを「隠蔽(消失)」する。ハイパースペース航行中はレーダーなどでは一切探知不能だが、帝国軍は敵船がジャンプする直前の航跡をもとにジャンプ先を算出する「ハイパースペーストラッキング」というシステムを研究開発しており、ファースト・オーダーがこれを引き継いで完成させスノークが好んで使っていた。航行中には様々な危険が潜んでおり、ブラックホールや大質量天体、重力の影の近くを通ったりすると激しい揺れを伴って引きずり出され、最悪の場合船もろとも粉砕される。これを避けるためハイパースペースへジャンプするにはハイパースペース航行用の「方程式」を計算する必要があり、方程式と最善の航路を計算するのに多少の時間がかかる。そうした理由からハイパードライブで航行する際には基本的には星図に定められた航路に可能な限り沿う形でジャンプする事が通常の手順とされており、宇宙船パイロットの間では既知の航路から外れたより短いルートで障害を避けて「ショートカット」したり、それを元に新たな航路を発見する事が高い実力を示すステータスともされている。また、特に戦争時には特定の星系や宙域間を短い距離で航行する航路の発見や、敵対勢力が発見した航路の情報を探る情報戦が急務とされることもある。反乱者たちの「つのる力」などでは、ハイパードライブを搭載してない脱出ポッドや小型船などを航行中に切り離した場合などにも、ハイパースペースからリアルスペース（通常空間）へと強制的に引き戻される事が言及された。正常な離脱操作を経ずに離脱した船は虹色のような非常に眩しい閃光に襲われる。